# فرودگاه لوسلکه
فرودگاه لوسلکه (به انگلیسی: Lutselk'e Airport) یک فرودگاه همگانی باربری با کد یاتا YSG است که یک باند فرود شن دارد و طول باند آن ۹۱۵ متر است. این فرودگاه در کشور کانادا قرار دارد و در ارتفاع ۱۷۹ متری از سطح دریا واقع شده است.

## شرکت‌های هواپیمایی و مقصدهای پروازی
| شرکت‌های هواپیمایی | مقصدهای پروازی |
| ----------------- | -------------- |
| Air Tindi         | یلونایف        |